# NGC 985
NGC 985 (również PGC 9817) – galaktyka pierścieniowa znajdująca się w gwiazdozbiorze Wieloryba. Odkrył ją Francis Leavenworth w 1886 roku. Należy do galaktyk Seyferta typu 1. Posiada podwójne jądro oraz zewnętrzny pierścień, świadczące o tym, że tworzą ją dwie galaktyki znajdujące się w trakcie łączenia.